# Église St. Anne
Église St. Anne ist der Titel eines Gemäldes, das die russische Künstlerin Marianne von Werefkin 1913/14 malte. Das Werk gehört zum Bestand der Fondazione Marianne Werefkin (FMW) in Ascona. Es trägt dort die Inventar-Nummer FMW-0-0-31.

## Technik und Maße
Bei dem Gemälde handelt es sich um eine Temperamalerei auf Karton, 99,5 × 85 cm.

## Ikonografie
„Église St. Anne“ war in der ersten Werefkin-Ausstellung in Deutschland nach dem Zweiten Weltkrieg zu sehen. Sie wurde von Clemens Weiler im Wiesbadener Museum veranstaltet.
Das Gemälde zeigt eine winterliche Ansicht von Wilna, der Hauptstadt des ehemaligen gleichnamigen russischen Gouvernements in Litauen.

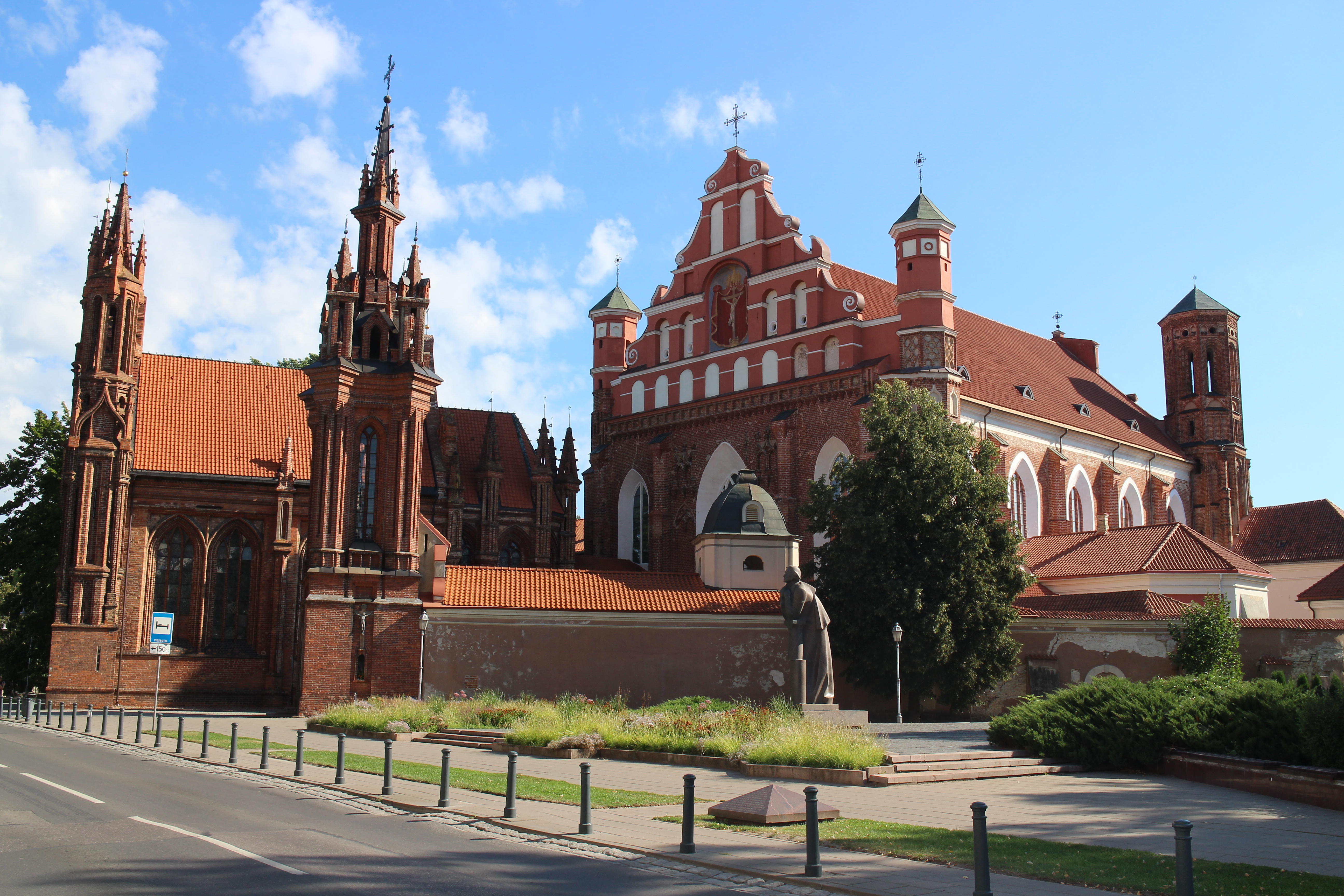
Gotische Kirchen: links St. Annen, rechts St. Franziskus

In dem Gemälde dominiert eine Backsteinkirche mit vier großen Lanzettfenstern, deren Mauerteile des Seitenschiffs von Pilastern gestützt sind. Im Osten steht ein Turm auch heute noch. Es handelt sich um die Klosterkirche der Heiligen Franziskus und Bernhard aus dem 16. Jahrhundert. Früher war das Bauwerk mit einer einfachen Mauer umgeben. Auf der rechten Seite des Bildes kannte Werefkin noch ein großes gelbes Haus. Dieses ist vom Bildrahmen angeschnitten, ebenso auch die letzte Kirchgängerin vom linken Bildrand. Auf gleiche Art sind die Spitzen der Kirche vom oberen Bildrahmen gekappt. Menschen und Gegenstände mit dem Bildrahmen kollidieren zu lassen, ist ein stilistisches Relikt aus der japanischen Holzschnittkunst, das der Werefkin spätestens seit 1902 aus der Mir Iskusstwa geläufig war und in ihrer Malerei seit 1907 anwendete.

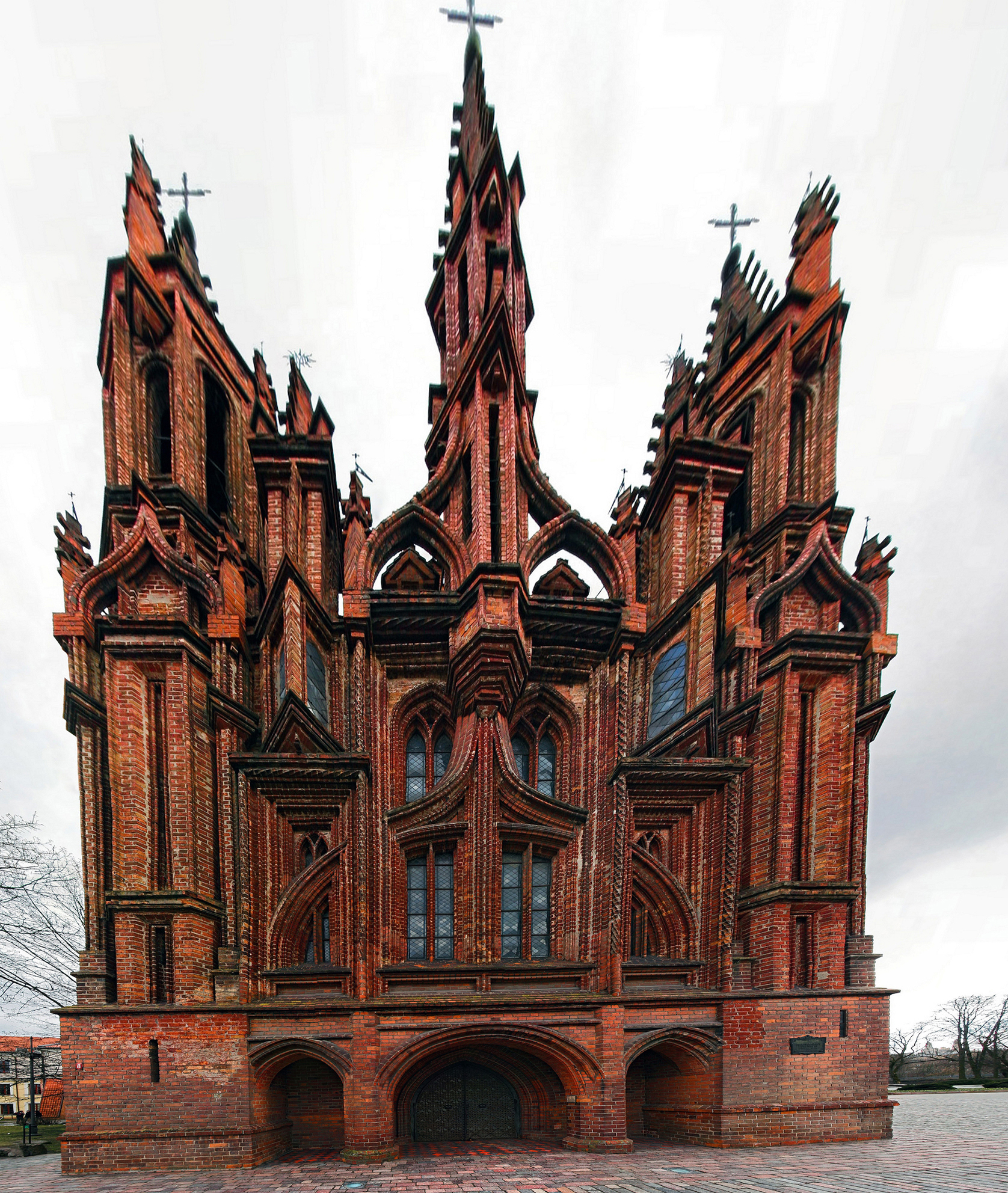
Die Fassade der St. Anne-Kirche

Die titelgebende gotische St. Anna-Kirche zeigt die Malerin auf der linken Seite des Bildes fast verloren im Hintergrund. Sie ist von den beiden Gebäudekomplexen die kunsthistorisch weit bedeutendere Kirche.
Vor Ort wird erzählt, Napoleon sei, als er sie 1812 auf dem Vormarsch nach Moskau sah, von ihrer Architektur so beeindruckt gewesen, dass er sie in Wilna abbauen lassen wollte, um sie in Paris wieder aufbauen zu lassen. Die Plünderungen im Inneren der Kirche durch die Soldaten auf dem Rückzug seiner geschlagenen Grande Armée, konnte Napoleon nicht verhindern.

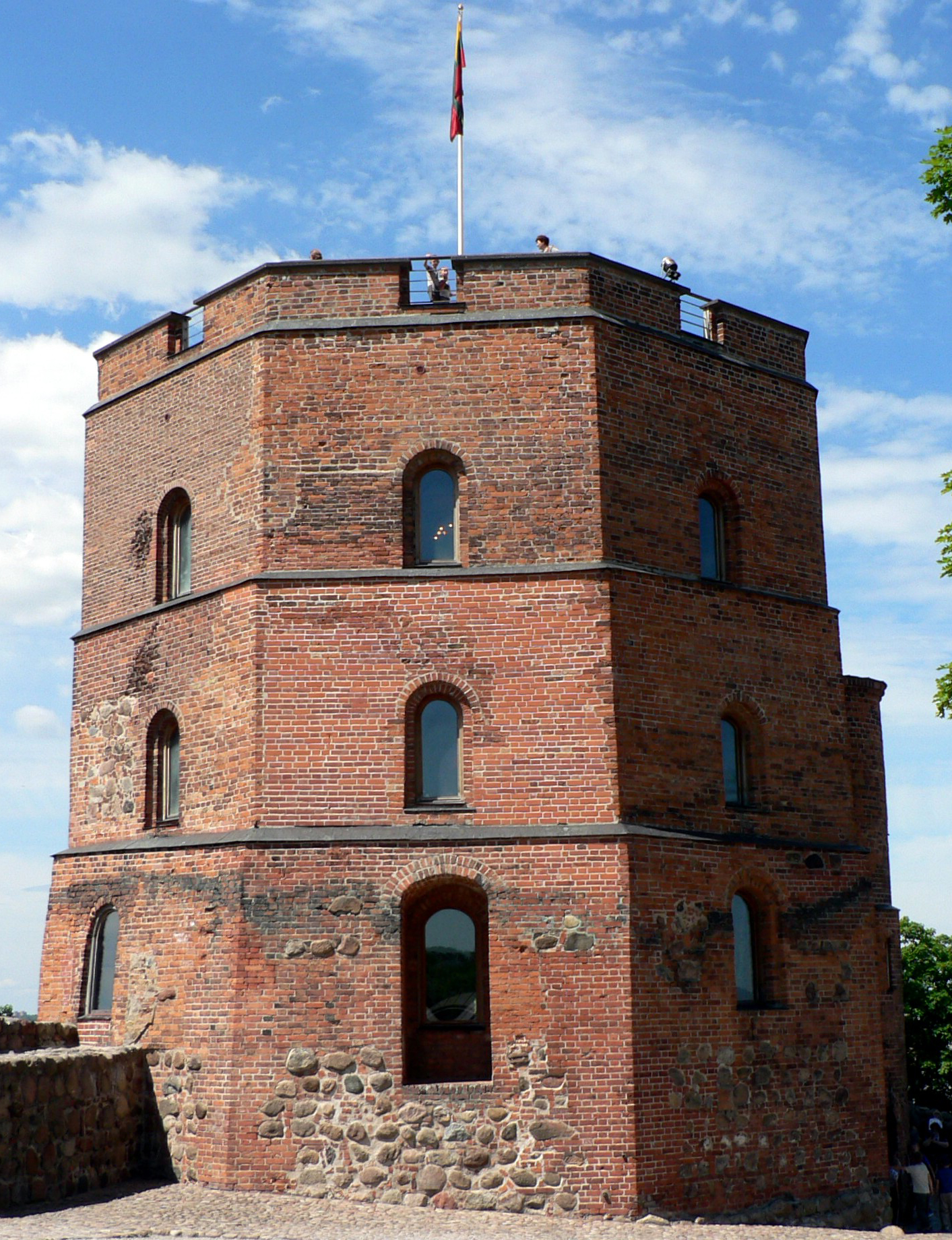
Der Gediminas-Turm

Am linken oberen Bildrand zeigt Werefkin einen Berg mit einem Turm, das Wahrzeichen von Wilna. Dieses ist benannt nach dem litauischen Großfürsten Gediminas, der auf dieser Höhe eine Burg anlegen ließ, ehe er 1323 Vilnius als Nachfolgerin des mittelalterlichen Trakai zur neuen Hauptstadt Litauens machte. Der Turm, der 1956–1960 restauriert wurde, ist das Überbleibsel eines größeren ummauerten Gebäudekomplexes mit einem Schloss. Werefkins Gemälde verdeutlicht, dass schon zu ihrer Zeit die Befestigungsanlage verschwunden war.

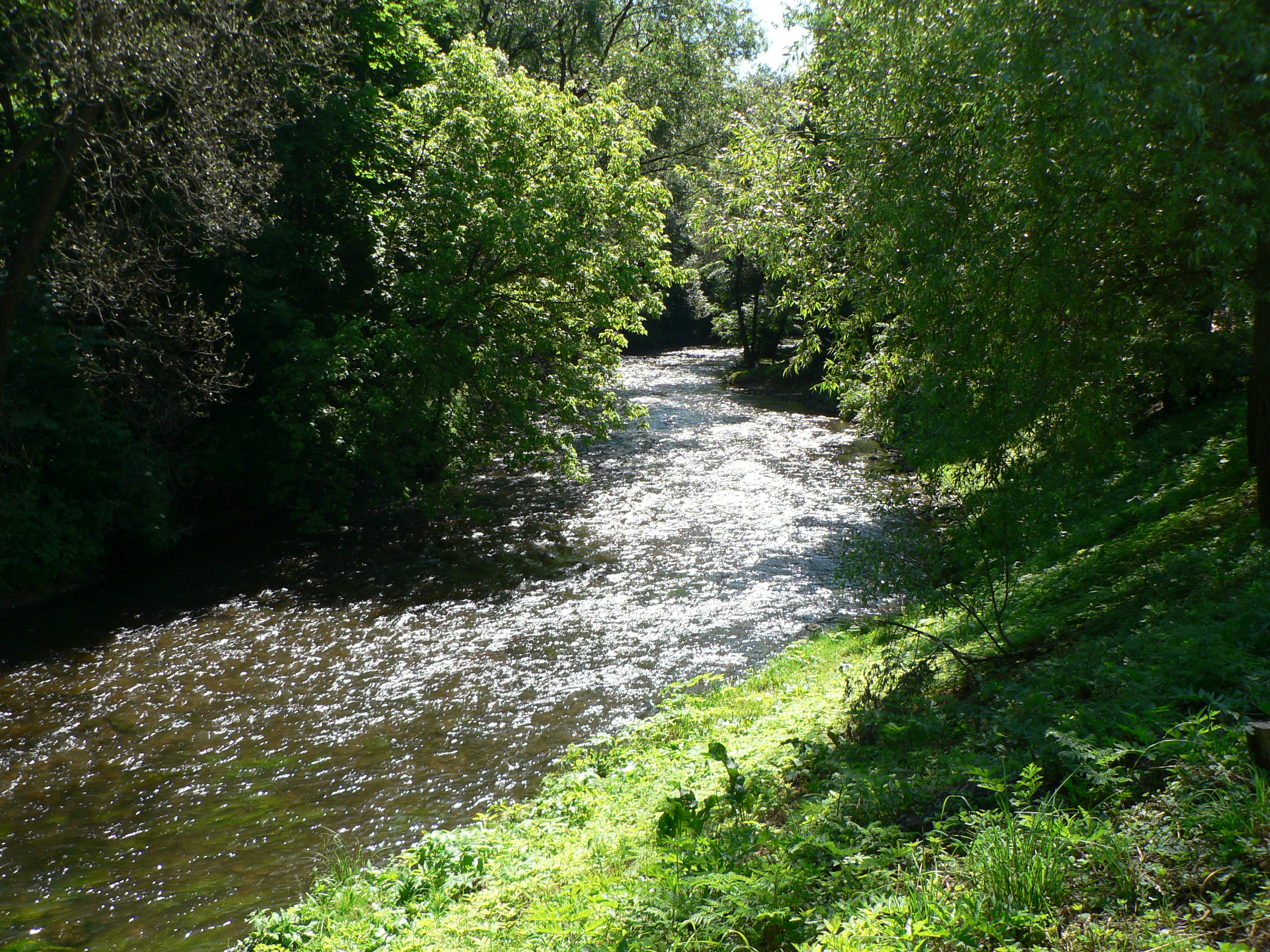
Die Vilnia in Vilnius

Am unteren Bildrand zeigt Werefkin den Fluss Vilnia, die durch Gediminas namensgebend für die Hauptstadt wurde. Das Ufer des Flusses ist gesichert durch eine Art Weidezaun, der durch den hohen Schnee eher einer Reling gleicht.
Im linken Mittelgrund stapfen Kirchgänger im Gänsemarsch durch den Schnee auf das Tor der Kirche der Heiligen Franziskus und Bernhard zu. Angeführt werden sie von Ministranten, die an langen Stäben Prozessionsfahnen vor sich hertragen. Ihnen folgt der katholische Pfarrer, der mit einer schwarzen, knöchellangen Soutane und einem weißen Chorhemd gekleidet ist. Auf dem Kopf trägt er ein schwarzes Birett. Auf dem Bild der Werefkin bilden fünf Frauen mit weißen Kopftüchern in schwarzen-, aber auch farbigen Kleidern den Schluss der Prozession. Der passende Titel des Gemäldes müsste eigentlich „Prozession zur Kirche der Heiligen Franziskus und Bernhard“ lauten.

## Datierung
Zu dem Gemälde existiert in der FMW eine Zeichnung im Skizzenbuch e 19, die allerdings keinen Vermerk oder ein Datum enthält. Da das Bild jedoch durch eine verschneite Landschaft und verwehtem Schnee auf den Dächern eine bestimmte Jahreszeit charakterisiert, ist eine Datierung mit Winter 1913/14 angezeigt. Allgemein wird Werefkins Gemälde mit den drei markantesten Gebäuden der Stadt als eine Art Hommage an Wilna verstanden.
Bilder mit Schnee malte Werefkin, als sie schon einmal Jawlensky in München verlassen hatte und den Winter 1909/10 in Kownow bei ihrem Bruder Peter verbrachte, der damals dort noch Gouverneur war. Werefkins nächster Winteraufenthalt in Litauen war in Wilna 1913/14, wo ihr Bruder Peter 1912 zum „Generalgouverneur von Wilna, Grodno und Kowno“ ernannt worden war. Darüber hinaus hatte man ihm damals das Kommando des Wilnaer Militärbezirks und des 3. Armeekorps übertragen. Mitte des Jahres 1914 entschloss sich Werefkin in ihre Wahlheimat München zurückzufahren. Kurz vor Ausbruch des Ersten Weltkriegs, „buchstäblich in letzter Minute, am 26. Juli des Jahres, kehrte die Baronin in die Giselastraße zurück.“